# عصا أسقليبيوس

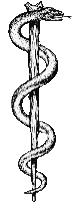
عصا أسقليبيوس

عصا أسقليبيوس هي رمز يوناني قديم متعلق بعلم التنجيم وبشفاء المرضى في الطب. يتألف من أفعى ملتفة حول عصا. أسقليبيوس في أساطير الإغريقية هو ابن الإله أبولو وكان اختصاصه التطبيب والشفاء من الأمراض. كما أن العصا يرمز إلى مجموعة نجوم تسمى «أوفيكوس» (Ophiuchus) وهي الرمز الثالث عشر في الأبراج التي تعتمد على زمن النجوم (Sidereal astrology) وبخاصة الأبراج الهندية.

## الرمز
ترمز الأفعى، التي عادة تتخلص من جلدها القديم بأخر جديد موسميا، ترمز إلى الولادة من جديد والإنجاب. بينما ترمز العصا إلى السلطة والسطوى وهي تلائم اله الطب. فإذاً يرمز عصا أسقليبيوس إلى فن التطبيب والشفاء.
وقيل أن سم الأفعى هو من البروتينات التي لها مفعول الشفاء ان تناولت بالفم كما لها مفعول مسم ان دخلت إلى مجرى الدماء بشكل مباشر عن طريق العض مثلا. والأفعى المستعملة في الرمز هي من نوع أفاعي الجرذان وتسمى الحفث الطويل المنتشرة في جنوب شرق أوروبا.
وقيل في رواية أخرى أن أسقليبيوس كان يبحث عن العشبة التي تعيد الحياة للموتى مخالفًا بذلك القوانين التي وضعت من قبل الكبار الثلاثة زيوس وبوسيدون وهاديس بأن الموتى لايعودون إلا بامر هاديس الذي كان لايسمح بذلك ولكن أسقليبيوس سافر باحثًا عن تلك العشبة وفي سفره كان يتكئ على العصا، التي هي جزء من الرمز عن السفر للمعرفة، وفي الطريق تراءى له ثعبان ميت ورأى آخر يخرج له وفي فمه عشبة ووضعها في فمه وعادت الحياة للثعبان الأول وبذلك أصبح أسقليبيوس يعرف سر إعادة الحياة بسبب ذلك الثعبان وصار رمزًا مع العصا.

## الغموض مع عصا هرمس

عصا هرمس

بين عصا أسقليبيوس وعصا هرمس (caduceus) المستعمل في شمال أميركا الذي يرمز للطب بعض الاختلاف. فعصا هرمس مشكل من ثعبانين ملتويين على شكل لولبي مع جناحين.

## اقرأ أيضاً
- خفث طويل
- الصولجان المجنح

## وصلات خارجية
- روبرت ولكوكس وآخرون «رمز الطب الحديث: لماذا أفعى أكثر من اثنتين». حوليات الطب الباطني (بالإنجليزية)